# نشنال پست
نشنال پست (انگلیسی: National Post) یکی از روزنامه‌های انگلیسی‌زبان کانادا است که دفتر مرکزی آن در تورنتو، انتاریو قرار دارد. این روزنامه در سال ۱۹۹۸ توسط کنراد بلک تأسیس شده‌است.